# Liffol-le-Grand
Liffol-le-Grand is een gemeente in het Franse departement Vosges (regio Grand Est) en telt 2410 inwoners (2004). De plaats maakt deel uit van het arrondissement Neufchâteau.

## Geografie
De oppervlakte van Liffol-le-Grand bedraagt 33,9 km², de bevolkingsdichtheid is 71,1 inwoners per km².
De onderstaande kaart toont de ligging van Liffol-le-Grand met de belangrijkste infrastructuur en aangrenzende gemeenten.

## Demografie
Onderstaande figuur toont het verloop van het inwonertal (bron: INSEE-tellingen).